# 莫莉·奎恩
莫莉·凯特琳·奎恩（1993年10月8日—）是一位美国女演员，作品包括戏剧、电影及电视。

## 生活和职业
莫莉拥有爱尔兰血统，出生于美国得克萨斯州特克萨卡纳。她六岁时在社区出演了《胡桃夹子》，并随后开始从退休导演及制作人马丁·贝克处接受每周表演课程。六年级时，莫莉为试镜，在同为代表的前表演。六个月“全面的（表演）训练”后，莫莉与签约。后来，她与签约。

## 影视作品

### 电影
- 《永不止步：戴維·寇克斯的故事》（2007），青少年女孩[5]
- 《My One and Only》（2009），Paula[5]
- 《A Christmas Carol》（2009），Belinda Cratchit[5]
- 《阿瓦隆高中》（2010），Jen[5]
- 《全家就是米家》（2013），Melissa
- 《Welcome to Happiness》（2015），Lillian
- 《銀河守護隊2》（2017），Molly
- 《Last Rampage》（2017），Marisa
- 《Newly Single》（2018），Valerie
- 《安眠醫生》（2019），Mrs. Grady
- 《Agnes》（2021），Mary
- 《星際異攻隊3》（2023），Molly
- 《查克的一生》（2024）

### 电视
- 《灵书妙探》（2009-2016），Alexis Castle[5]
- 《Winx Club》（2011年至今），Bloom（配音）[4][6]

### 其他作品
- 《The 3rd Birthday》（2011），Eve Brea – 视频游戏[7]
- 《City of Fallen Angels》（2011），讲述者 – 有声版本[8]